# 上海证券
上海证券有限责任公司，是由原上海财政证券公司和上海国际信托有限公司证券总部新设合并方式成立的全国性综合类证券公司，于2001年4月27日获得工商营业执照，5月8日正式开业，成立时注册资本为人民币15亿元，其中上海国际集团出资10亿元，上海国际信托投资公司出资5亿元。截止2021年12月，上海证券在全国拥有1家期货子公司、5家分公司以及76家营业网点。实际控制人为上海市国有资产监督管理委员会。

## 收购中富证券
2006年7月28日，上海证券接替中国华融托管德隆系旗下券商中富证券有限责任公司。2007年4月，中富证券被证监会正式撤销经营证券业务许可；7月，上海证券通过竞拍正式收购了其证券类资产及13家营业部；9月10日，上海市第二中级人民法院依法宣告中富证券破产；9月底，原中富证券营业部正式更名，营业部95%的员工选择继续留任上海证券。
中富证券曾是国内第一家实现全面集中交易的券商，且经纪业务在券商中一直以布局较优良、成本控制较为合理、市场化水平较高而见长。收购中富证券后，上海证券营业部由之前的33个扩展为46个。其中上海以外的营业部由仅有7家，扩张到19家，营业网点布局更为合理，正式从区域性券商转变为全国性券商。

## 国泰君安并购
2005年12月，上海证券成为全国第15家从事创新试点资格的证券公司。
2008年9月，经中国证券监督管理委员会核准，上海证券以利润分配方式增加注册资本，增资后注册资本为人民币26.1亿元。
2006年和2007年，上海证券曾分别在全国券商净利润榜单排名第20位和第22位；2010年和2011年，略有退后至第31位和第28位。但2012年，上海证券急速退后至114家券商中的第75位，虽然2013年略有回升至63位，但营收、资产、净资产等指标也均排在40位左右，经营较为困难。随后平安证券、联合投资、东方证券、交银国际等机构均曾与上海证券接触洽谈收购事宜。但由于上海证券与国泰君安当时均被上海国际集团控股，同属上海金融国资序列，收购仅历时4个月便完成。
2014年7月1日，经中国证券监督管理委员会核准，国泰君安证券股份有限公司通过受让方式获得上海国际集团持有的上海证券51%的股权，上海证券成为国泰君安控股子公司。但是按照监管要求，5年之内必须解决同上海证券、及上海证券子公司海际大和证券有限责任公司的同业竞争问题。
2015年11月，经中国证券监督管理委员会上海监管局核准，上海上国投资产管理有限公司承继上海国际信托有限公司持有的33.33%的股权。
2019年7月30日，国泰君安公告称，拟定了初步解决方案，即上海证券实施增资扩股，由百联集团等投资者认缴新增资本的出资，增资完成后，百联集团将成为上海证券的控股股东，国泰君安与上海证券之间将不存在同业竞争问题。2020年1月14日晚间，国泰君安发布了解决与上海证券同业竞争问题进展的公告。上海证券本次增资价格为3.85345元/每元新增注册资本，增资金额合计104.6802亿元。百联集团及上海城投以非公开协议增资的方式认缴上海证券新增注册资本，包括国泰君安在内的上海证券现有三家股东放弃本次新增注册资本的优先认缴权。

## 百联集团
2020年12月12日，历时近1年半，证监会核准百联集团和上海城投分别认缴上海证券人民币26.63266亿元和人民币0.53266亿元新增注册资本。增资后，公司注册资本变更为53.26532亿元，百联集团持有50%的股权，国泰君安证券持有24.99%的股权，上海国际集团持有7.68%的股权，上海上国投资产管理有限公司持有16.33%的股权，上海城投集团持有1%的股权。2021年2月7日，股权变更工商登记正式完成。更换控股股东后，上海证券将加强与百联集团资源的联动，包括研究所、期货子公司均与百联旗下的物业、商超等企业有深度合作的可能。

## 子公司
2007年6月，公司收购上海实友期货经纪有限公司100%的股权，并于2008年3月，更名为海证期货。
2004年9月，上海证券与日本大和证券SMBC株式会社合资组建海际大和证券有限责任公司，双方分别持有67%和33%的股份，合作期限10年。经营范围包括股票和债券的承销、外资股经纪，债券经纪和自营。海际大和成为中国加入世界贸易组织后设立的第三家合资券商。持股海际大和证券期间，大和证券并未发挥其优势。作为一家主要从事保荐承销业务的投资银行，海际大和长期业绩低迷，在券商利润榜单上排名始终处于末端，甚至多次垫底获得倒数第一。2014年9月，海际大和证券合资经营期限到期，上海证券受让大和证券持有股权。海际大和成为上海证券全资子公司，并更名为海际证券有限责任公司。2015年，国泰君安为了解决控股子公司上海证券与海际证券的同业竞争问题，通过产权交易所公开挂牌转让已更名海际证券的66.67%股权，挂牌价格为4.06亿。2016年2月，中天城投全资子公司贵阳金融控股以30.11亿元的报价，竞得海际证券66.7%的股权。2016年12月，贵阳金融控股有限公司向海际证券有限责任公司增资27.80亿元，增资后，上海证券仅持有5.08%的股权。2017年8月，中天金融集团股份有限公司持有的海际证券股权已经达到了94.92%，上海证券仅剩5.08%，海际证券更名为中天国富证券。